# Théâtre Victor-Hugo (Fougères)
Le théâtre Victor-Hugo de Fougères est un théâtre situé dans la ville haute de Fougères, à proximité de la rue Nationale. La salle de spectacle, construite sous la Troisième République par l'architecte fougerais Jean-Marie Laloy, occupe une parcelle étroite, profonde et fortement pentue, précédée à l'orient par la place du Théâtre et bordée au septentrion par la rue de la Pinterie. Situé à l'angle d'un îlot urbain, ses façades ouest et sud sont insérées dans des immeubles d'habitation. Depuis sa réhabilitation de 1996 à 2001, il jouxte un bâtiment abritant ses services administratifs ainsi que l'office de tourisme de Fougères.

## Histoire
Sous l'Ancien Régime, des représentations théâtrales sont attestées à Fougères tant dans la cohue à chair et au drap, place du Brûlis, que dans une salle de l'hôtel de ville. Le développement économique de la ville, à partir de la seconde moitié du XIXe siècle, particulièrement lié à l'industrie de la chaussure, concourt à l'expansion démographique de Fougères où rapidement l'engouement de la population pour les spectacles de divertissement peut difficilement se satisfaire de l'absence d'une vraie salle consacrée à l'activité théâtrale. Si dès 1851, Joseph Couyer de la Chesnardière, maire de Fougères, propose d'affecter les combles de la halle aux toiles à une salle de spectacle, il faut attendre 1879 pour que le conseil municipal plébiscite le projet de Jean-Marie Laloy, architecte natif de Fougères, qui vise à la construction d'un théâtre à l'italienne tout en réemployant les murs de l'ancienne halle. Il s'agit pour Laloy de proposer pour une somme modique une salle adaptée à une population ouvrière nombreuse tout en flattant l'orgueil des édiles . La construction du théâtre s'inscrit dans un vaste projet visant à confier simultanément à l'enfant du pays la construction de halles, d'une bibliothèque, d'une justice de paix, d'un bureau de poste et enfin d'un théâtre. Pour seulement 160 000 francs, Laloy réussit le tour de force d'allier monumentalisme de la façade, rationalisme d'une salle pouvant accueillir 650 personnes, et sobriété, non dénuée d'élégance, des décors intérieurs. Inaugurée le 24 septembre 1886, la salle de spectacle connaît une intense activité jusqu'en novembre 1970, seulement interrompue de juin 1944 à janvier 1946 par suite du bombardement de la ville par les Alliés. La généralisation des postes de télévision dans les campagnes fougeraises conjuguée à l'obsolescence d'un équipement ne répondant plus aux normes de sécurité conduisent à faire tomber le rideau pour plus de trente ans sur la scène du théâtre. L'inscription de la salle à l'inventaire supplémentaire des monuments historiques le 1er juin 1988, le classement de sa façade le 1er mars 1990, sauvent le bâtiment menacé un temps de destruction. Restauré à l'identique, le théâtre ouvre de nouveau ses portes le 8 décembre 2001. Ramené à une jauge de 250 places, il permet de proposer des représentations théâtrales et autres spectacles intimistes, tout en complétant l'éventail des salles de spectacles fougeraises avec le centre culturel Juliette-Drouet et l'Espace Aumaillerie.

## Architecture

### Façade principale
La façade du théâtre Victor-Hugo de Fougères apparaît comme la transposition à une moindre échelle, celle d'une sous-préfecture bretonne, de l'œuvre réalisée par Auguste Magne à Angers de 1869 à 1871, place du Ralliement. Le projet de Jean-Marie Laloy reprend les dispositions de l'avant-corps central du grand théâtre angevin dont il conserve également l’éclectisme du style Second Empire. De puissants éléments architecturaux structurent la partie médiane qui se détache du corps principal animé par les décors sculptés de l'ornemaniste rennais Gaumerais. Œuvre résolument monumentale, où l'utilisation d'une pierre calcaire étrangère à la région traduit une volonté ostentatoire, la façade du théâtre s'articule autour du chiffre trois, l'élévation, qui compte rez-de-chaussée, étage noble et fronton, contrebalançant harmonieusement la division verticale tripartite, de part et d'autre de l'avant-corps. De par ses qualités architecturales, cette façade a été classée au titre des monuments historiques par arrêté du 1er mars 1990. Auparavant, ses plans avaient servi de modèle à l'architecte Charles Lucas pour ériger le théâtre municipal de Lisieux.

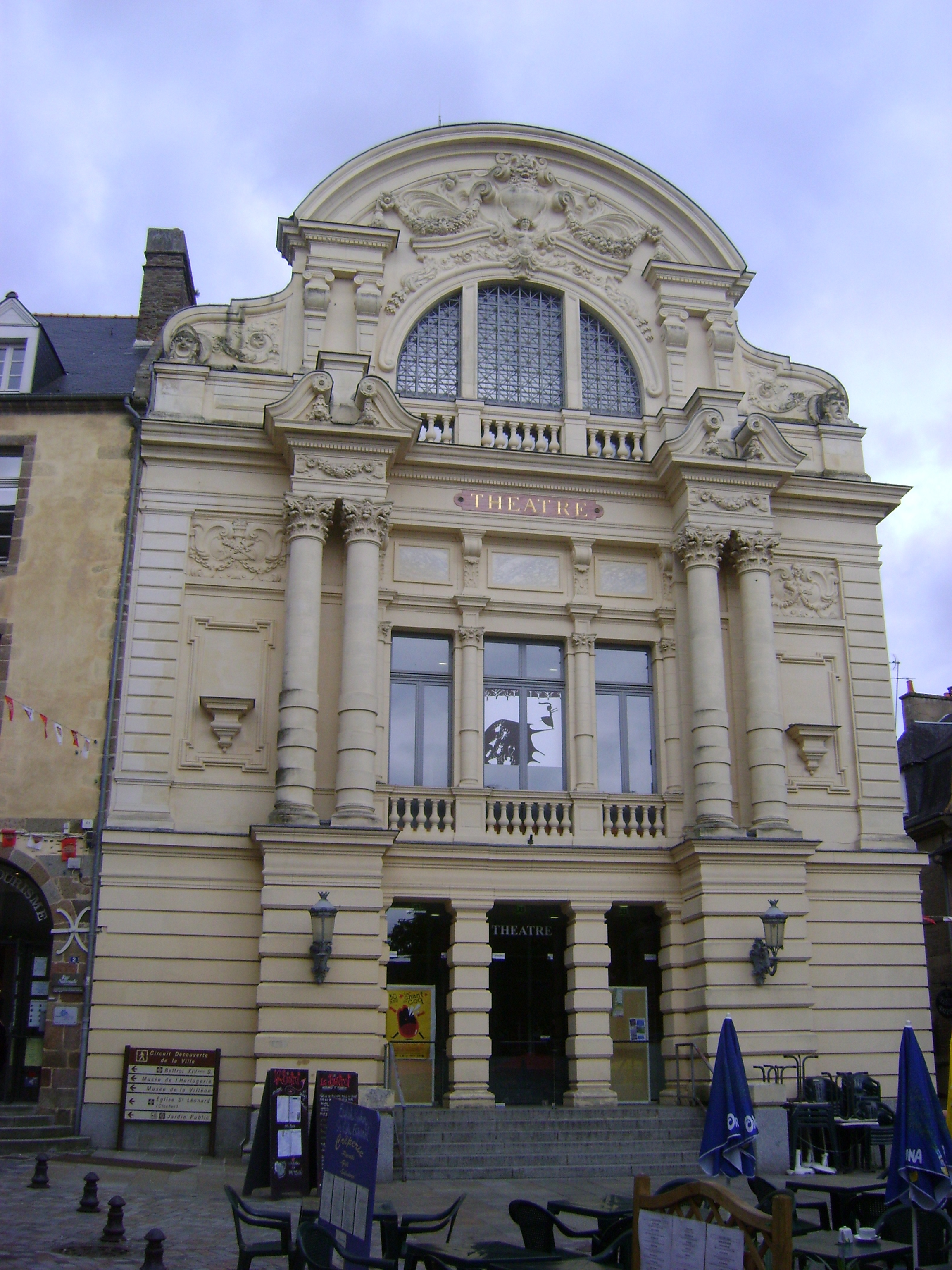
Le théâtre municipal de Fougères, source d'inspiration de celui de Lisieux.
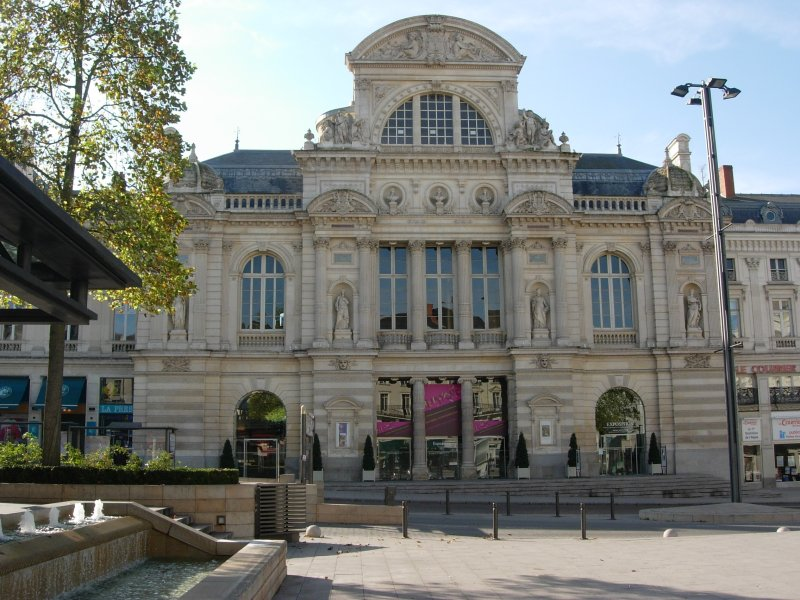
Le Grand Théâtre d'Angers dont l'avant-corps servit de modèle à la façade du théâtre Victor-Hugo.
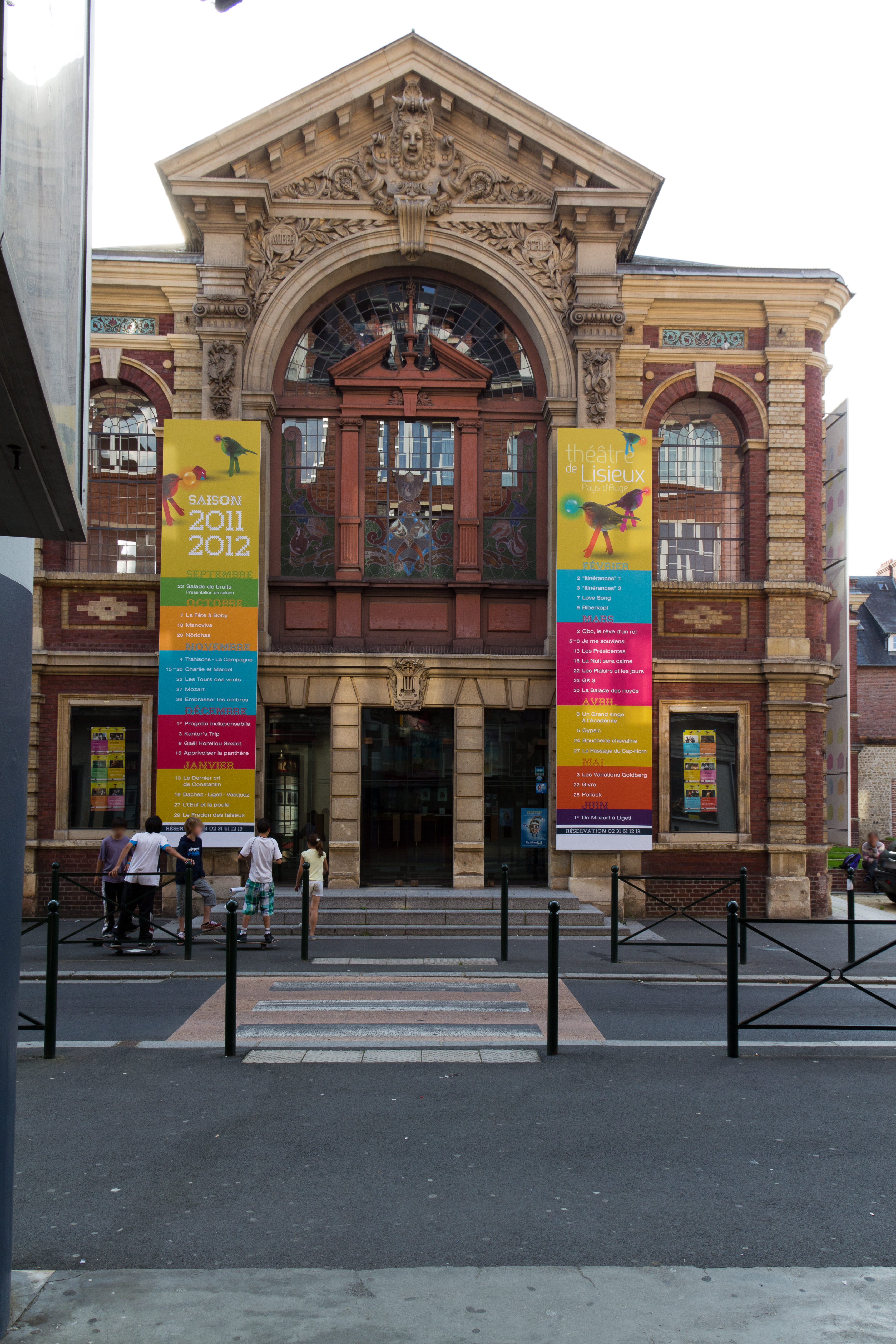
Le théâtre municipal de Lisieux, variante polychrome de celui de Fougères.

Le soubassement
Le rez-de-chaussée de la façade du théâtre fait office de soubassement à la composition dont la prégnance des éléments architecturaux s'estompe à mesure que sculptures et ornements se multiplient dès lors que l'on gagne en hauteur. Des bossages fortement creusés constituent le seul décor de cet étage qui prend naissance sur une unique assise de granite. La section centrale, encadrée de deux avancées qui forment piédestaux à des paires de colonnes au corps de façade, est précédée d'un escalier à six degrés. Deux pilastres saillants et bagués y déterminent trois hautes portes. Les deux piédestaux sont agrémentés d'un réverbère tandis qu'un entablement et sa corniche unifient et délimitent horizontalement le rez-de-chaussée.
Le corps de façade
La travée centrale est percée de trois fenêtres entourées de demi-colonnes lisses présentant une bague et sommées de chapiteaux corinthiens. Leurs bases, séparées par trois balustrades, déterminent trois petits balcons, celui du milieu étant sensiblement plus grand. Un petit entablement et sa corniche, portant un étage d'attique, magnifie cette section. Trois cartouches rectangulaires de marbre gris-bleu, entrecoupés de consoles feuillagées soutiennent un fort entablement où le mot Théâtre est inscrit en lettres d'or dans un cartouche oblong de marbre rose. Toute cette composition est encadrée par deux paires de colonnes aux fûts lisses, triplement bagués, que couronnent des chapiteaux corinthiens. architraves et entablements décorés d'une guirlande de fleurs prolongent ces éléments puissamment structurant de l'étage noble. Les espaces périphériques, délimités par des pilastres bosselés, contiennent des cartouches moulurés encadrant chacun une console. Deux nouveaux cartouches, ornés à gauche des attributs de la Tragédie et à droite de ceux de la Comédie, ornent la partie correspondant à l'étage d'attique. Entablement et forte corniche unifient tout le premier étage où des denticules accentuent néanmoins le caractère prééminent de la partie centrale.

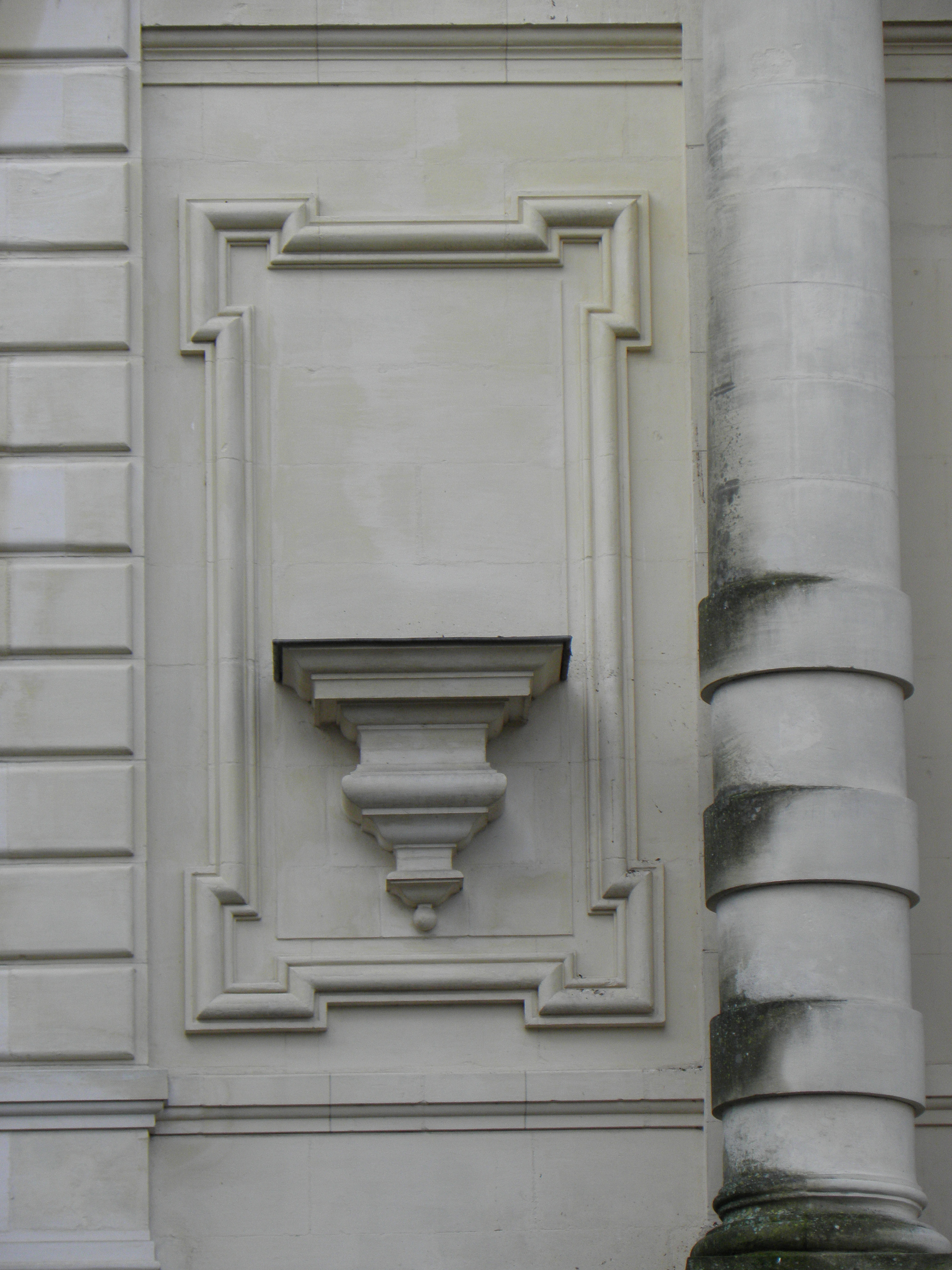
Cartouche inférieur et console gauche.
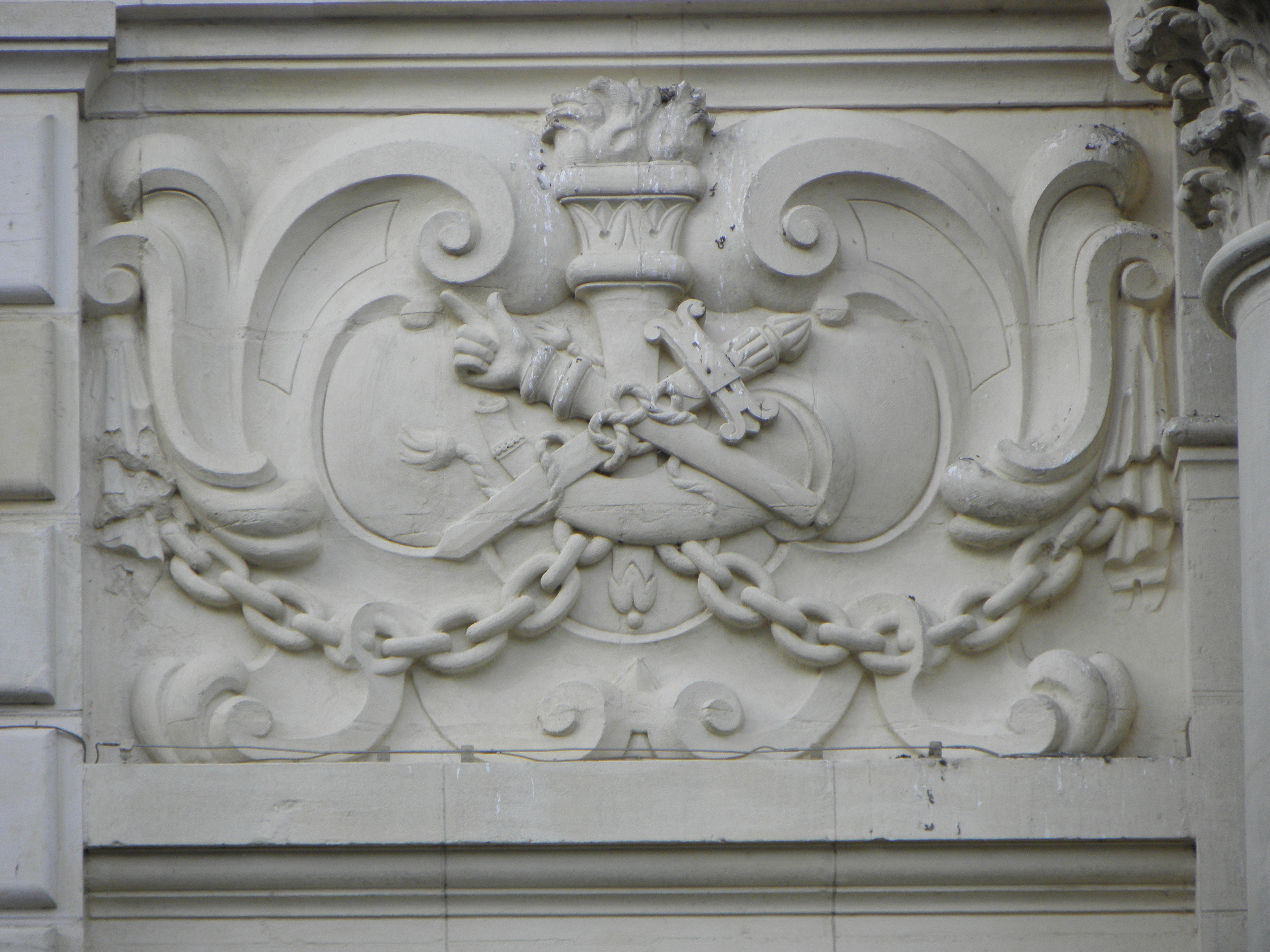
Attributs de la Tragédie.
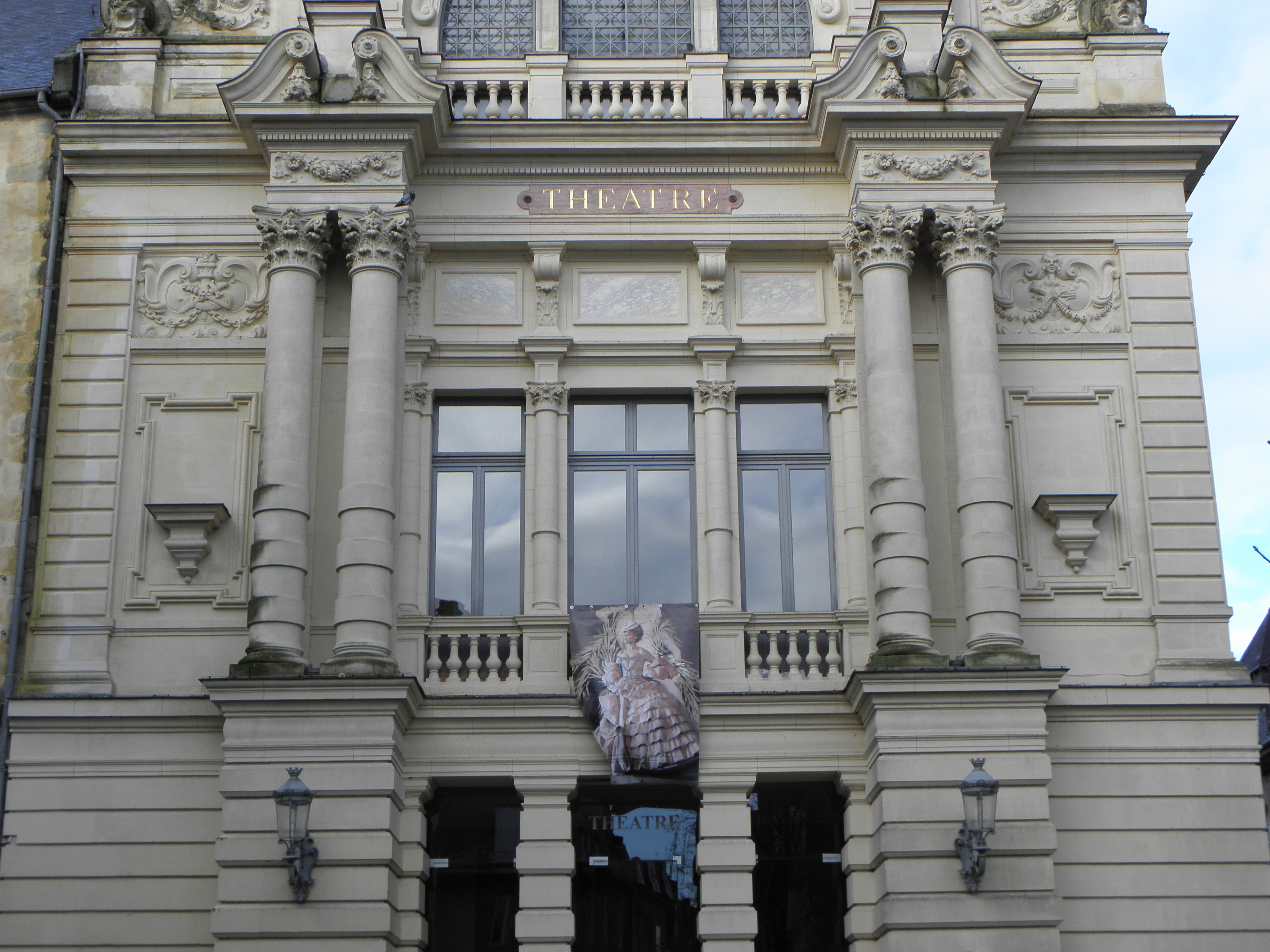
L'étage noble. Au centre, fenêtres et balcons du foyer.
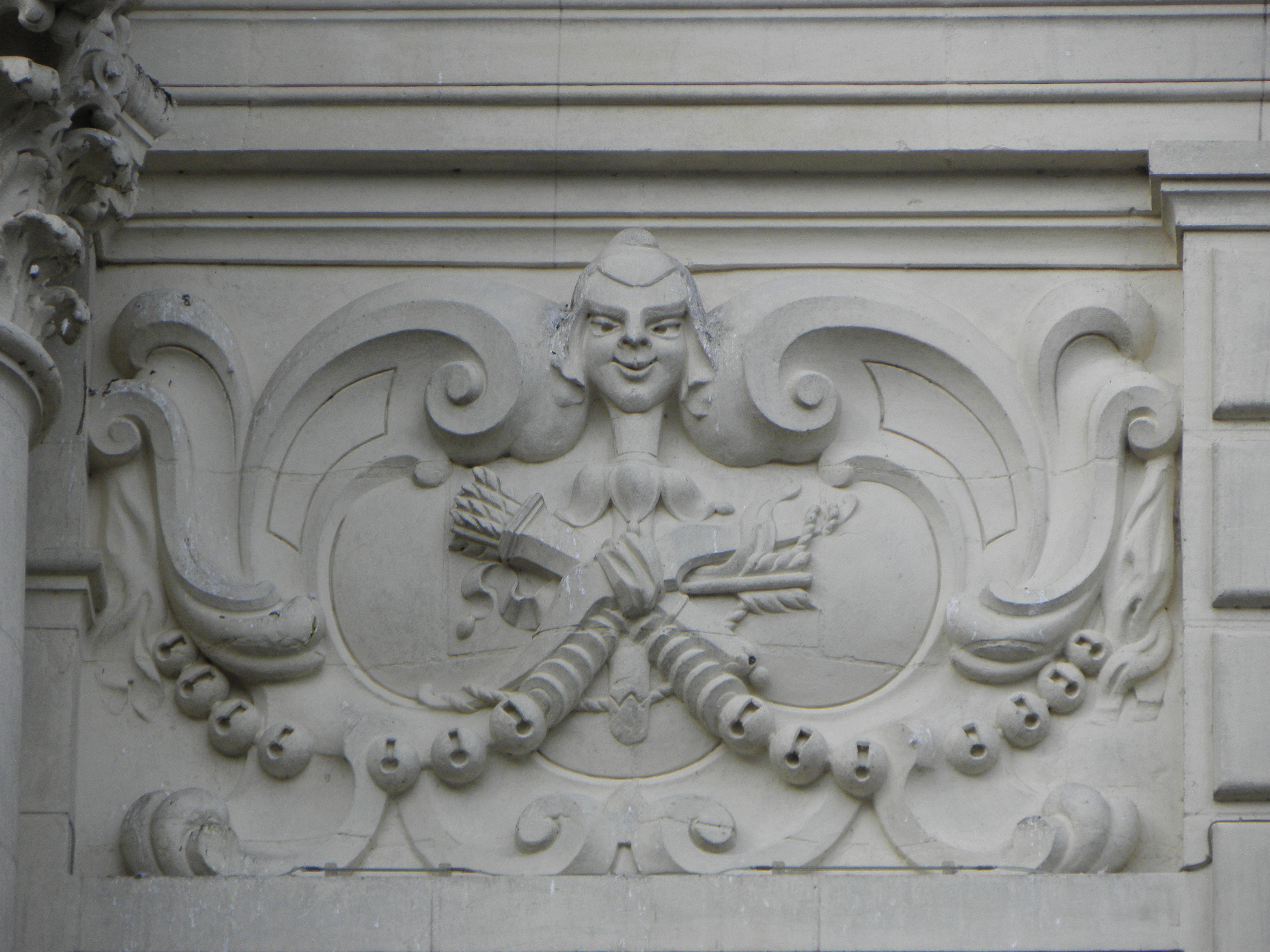
Attributs de la Comédie.
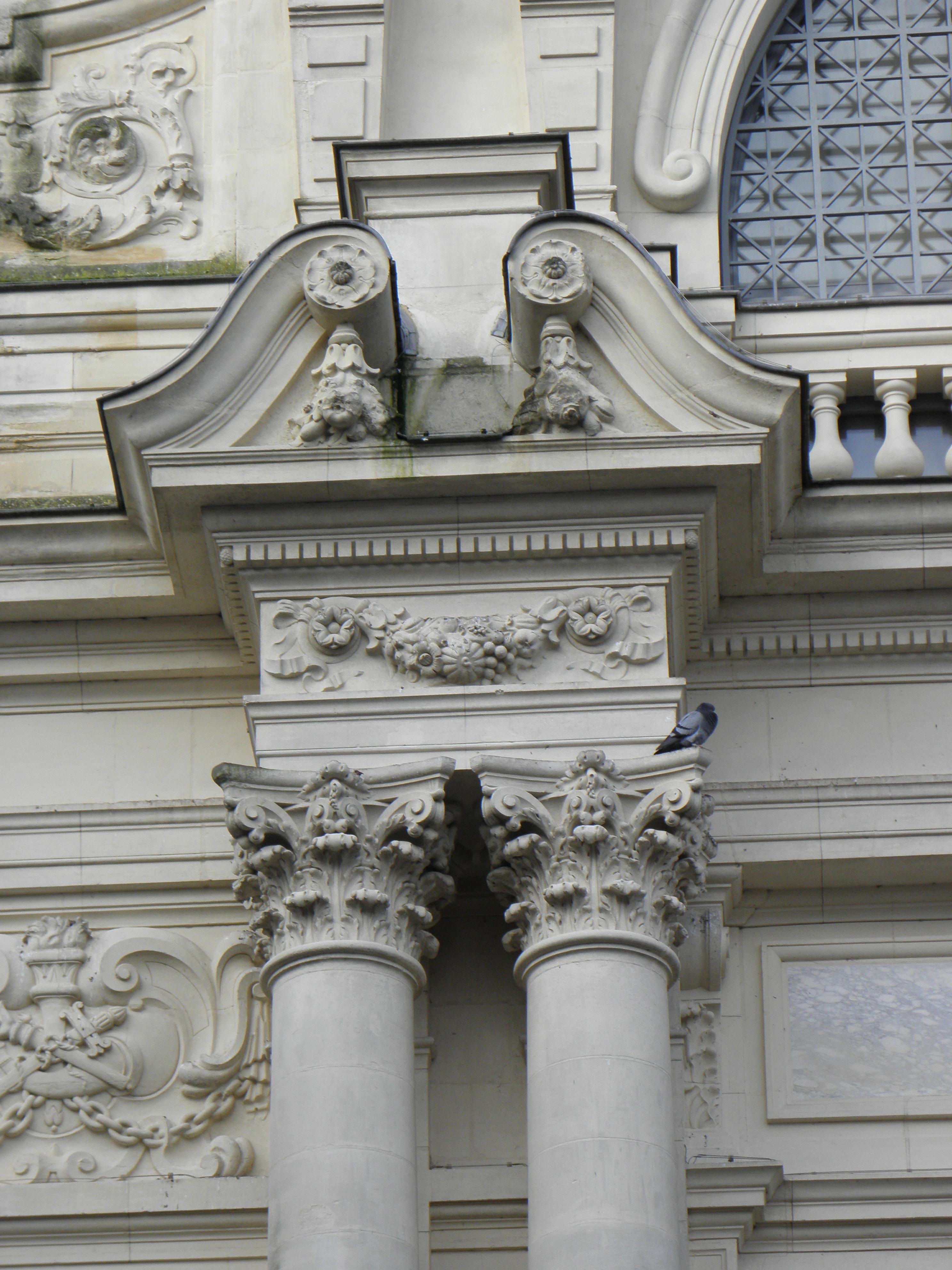
Colonnes et chapiteaux corinthiens.

Le couronnement
Portés par un soubassement, deux ailerons recoupés terminent les travées latérales. L'intérieur est décoré de rinceaux tandis que les masques de la Comédie, à gauche, et de la Tragédie, à droite, ornent les extrémités. La partie centrale présente une fenêtre thermale (fenêtre semi-circulaire recoupée par deux meneaux). Portée par une balustrade faisant écho à celle du premier étage, une archivolte accompagnée de guirlandes de fruits et autres rinceaux la surmonte, la clef s'ornant d'un génie ailé. Le dernier étage du théâtre s'apparente véritablement à un vaste fronton surbaissé, sculpté de guirlandes entrecroisées de palmes où trône une tête de Bacchus riant, le tout étant porté par deux paires de colonnes composites et des chapiteaux ioniques qui prennent appui sur des volutes d'où pendent deux glands feuillagés et ornés d'une pomme.

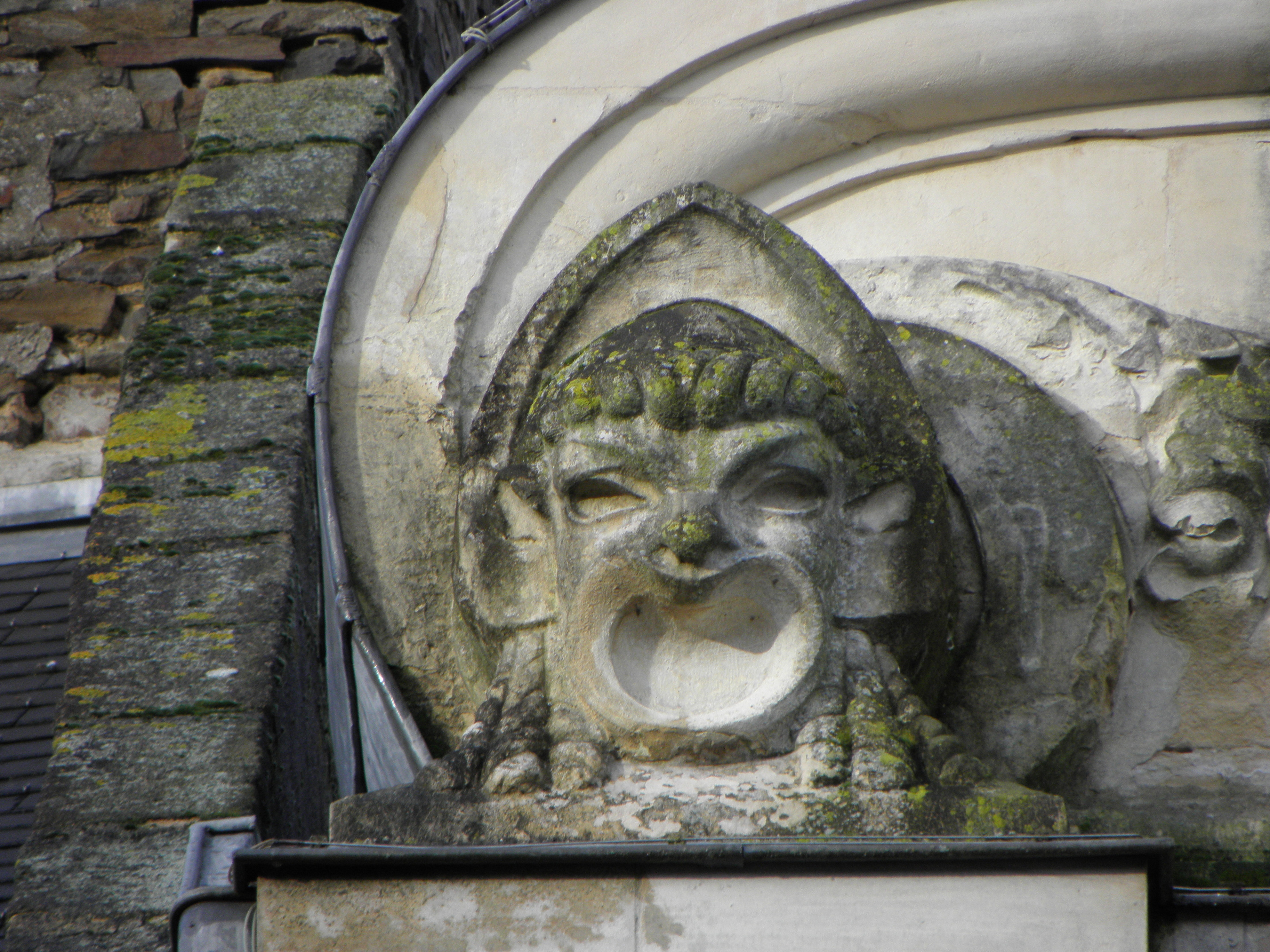
Masque de la Comédie.
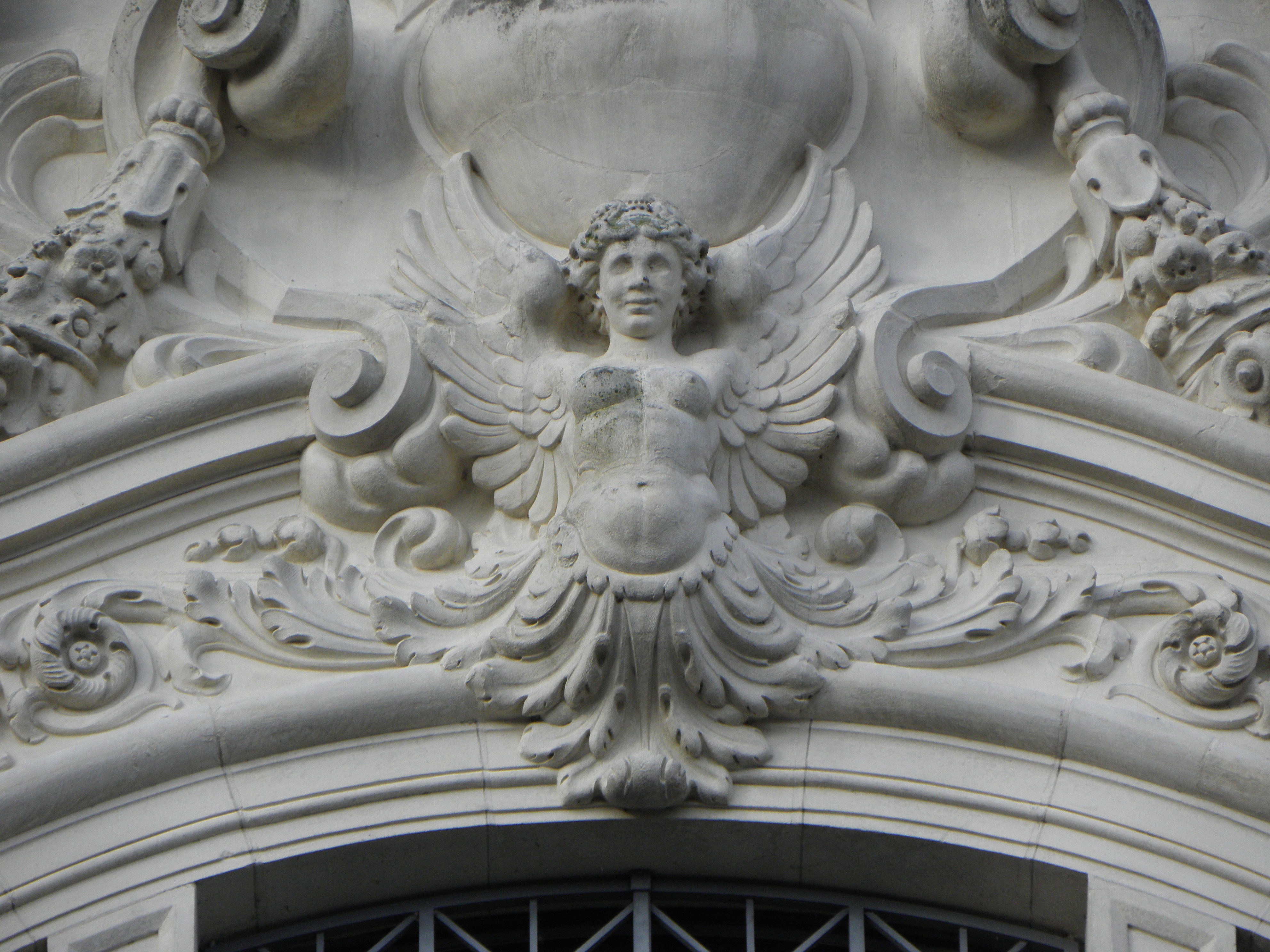
Génie ailé.
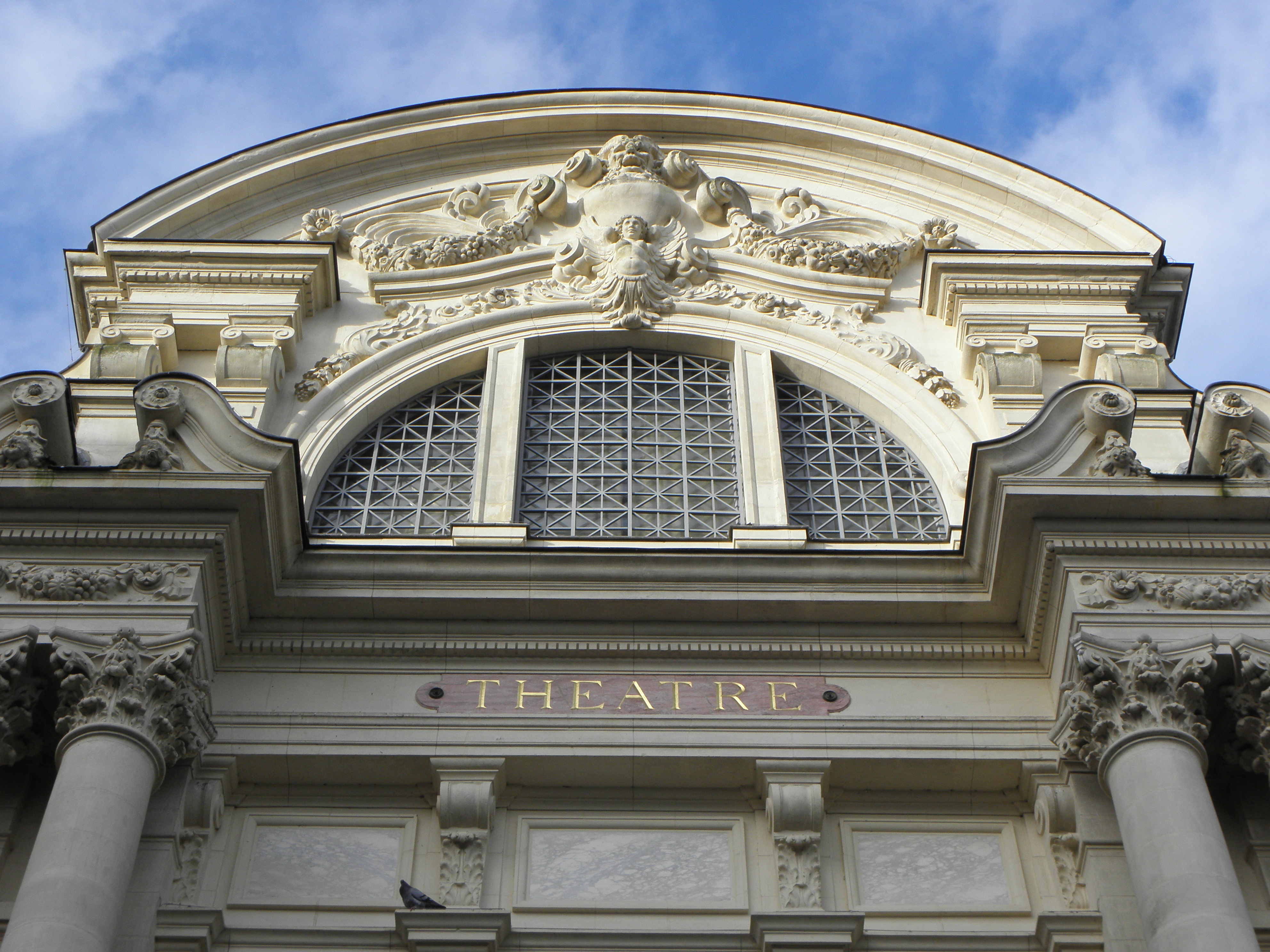
Attique et fronton de la section centrale.
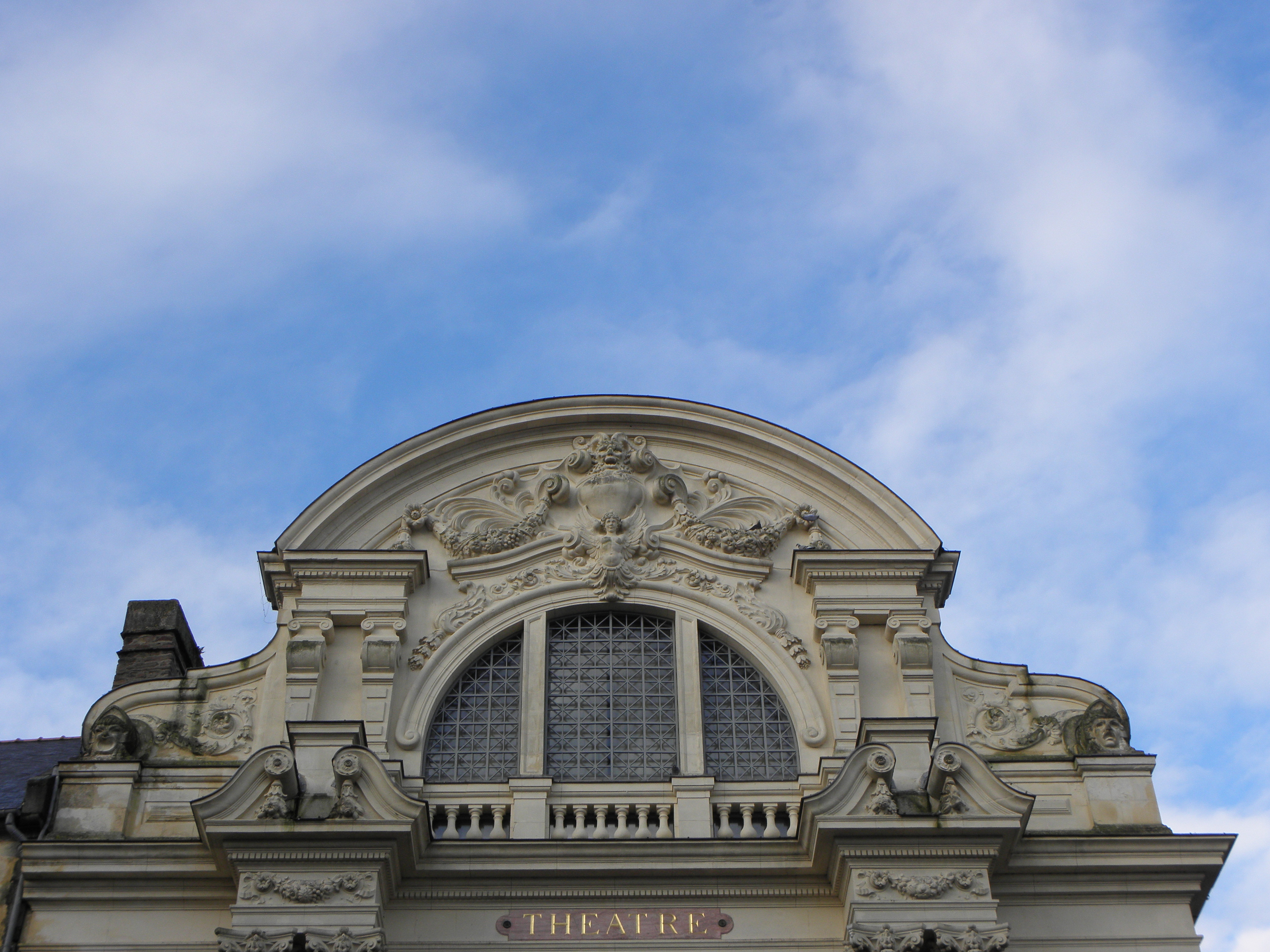
Le couronnement de la façade du théâtre.
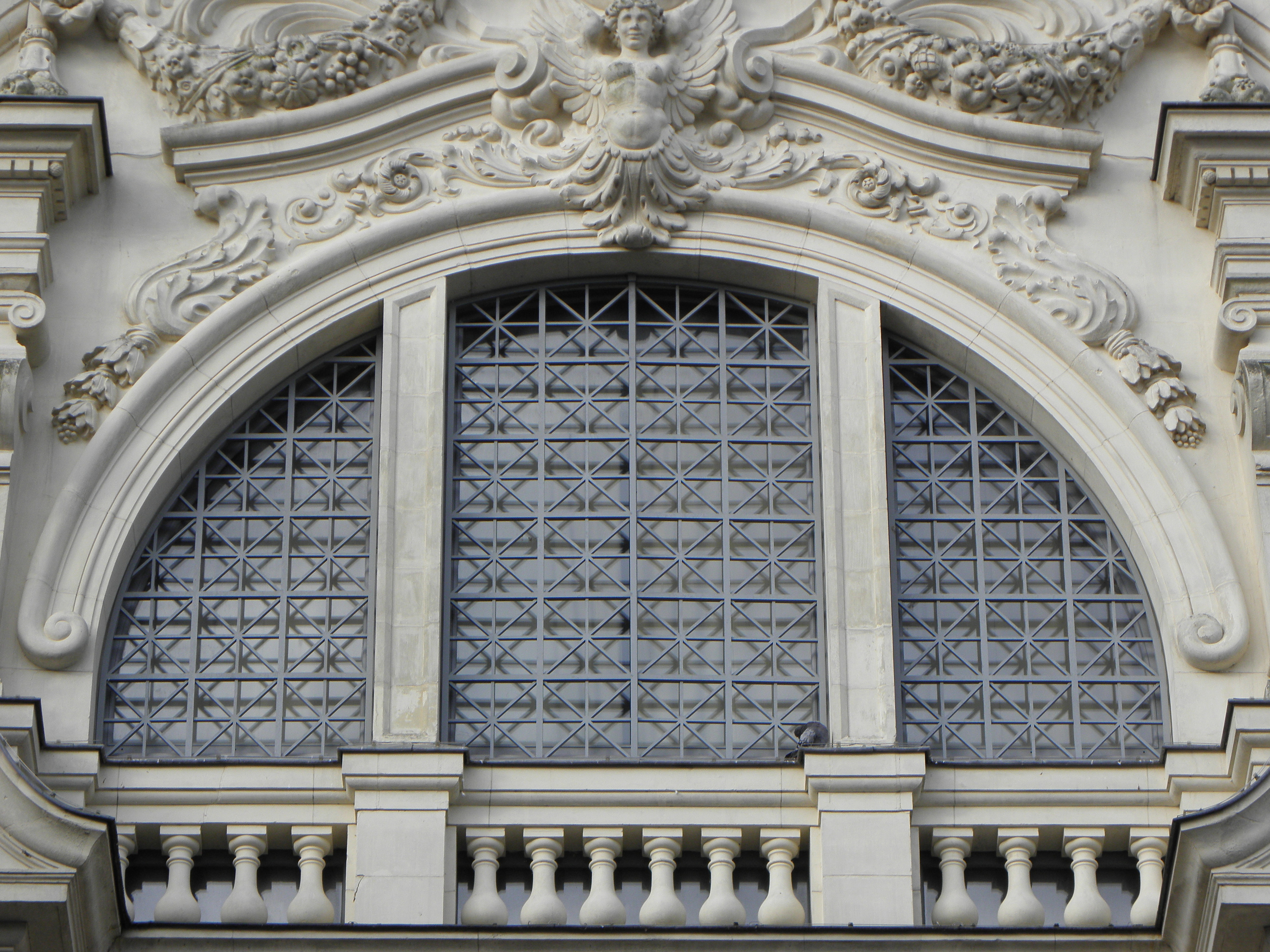
Fenêtre thermale.
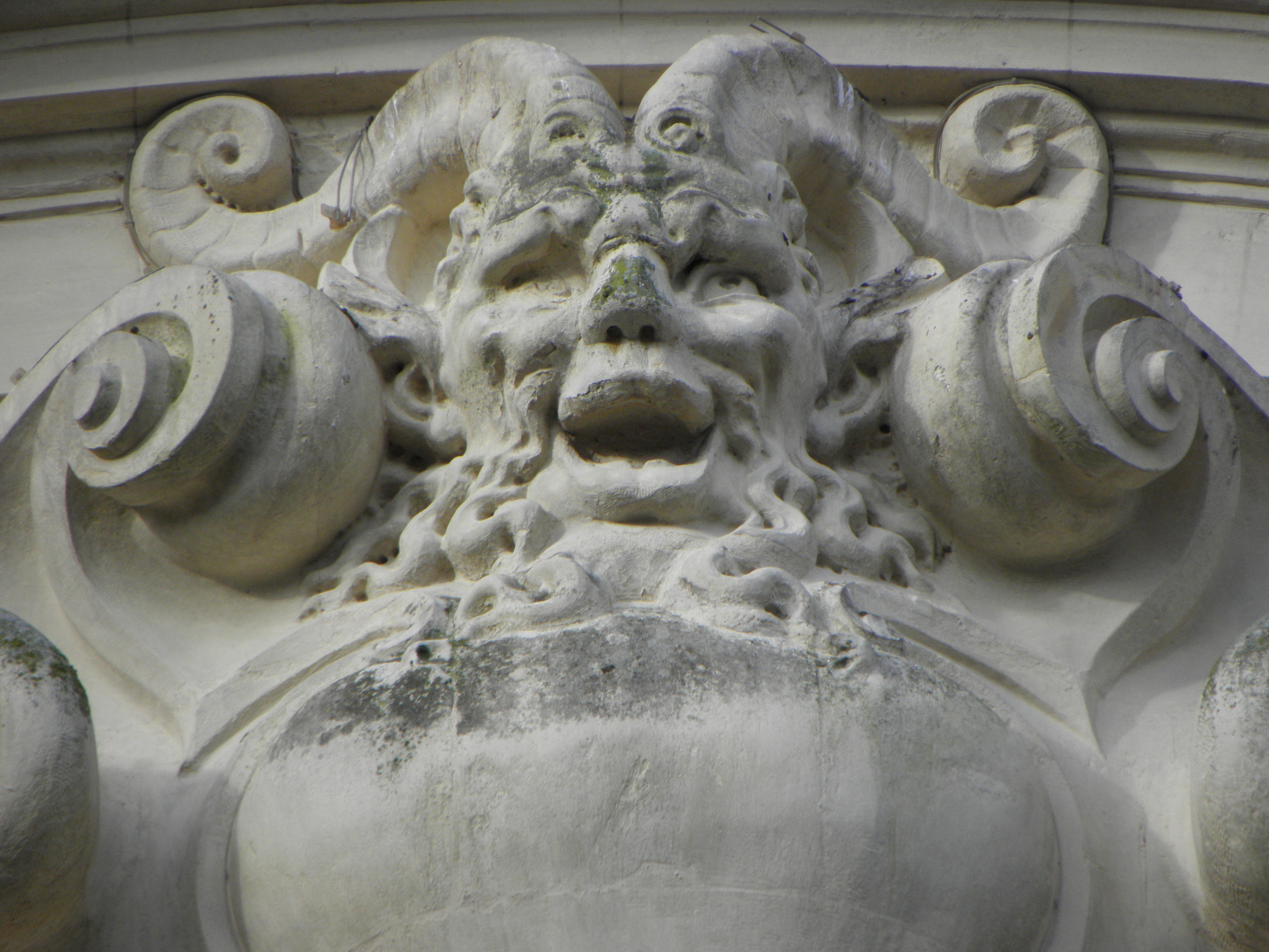
Tête de Bacchus riant.
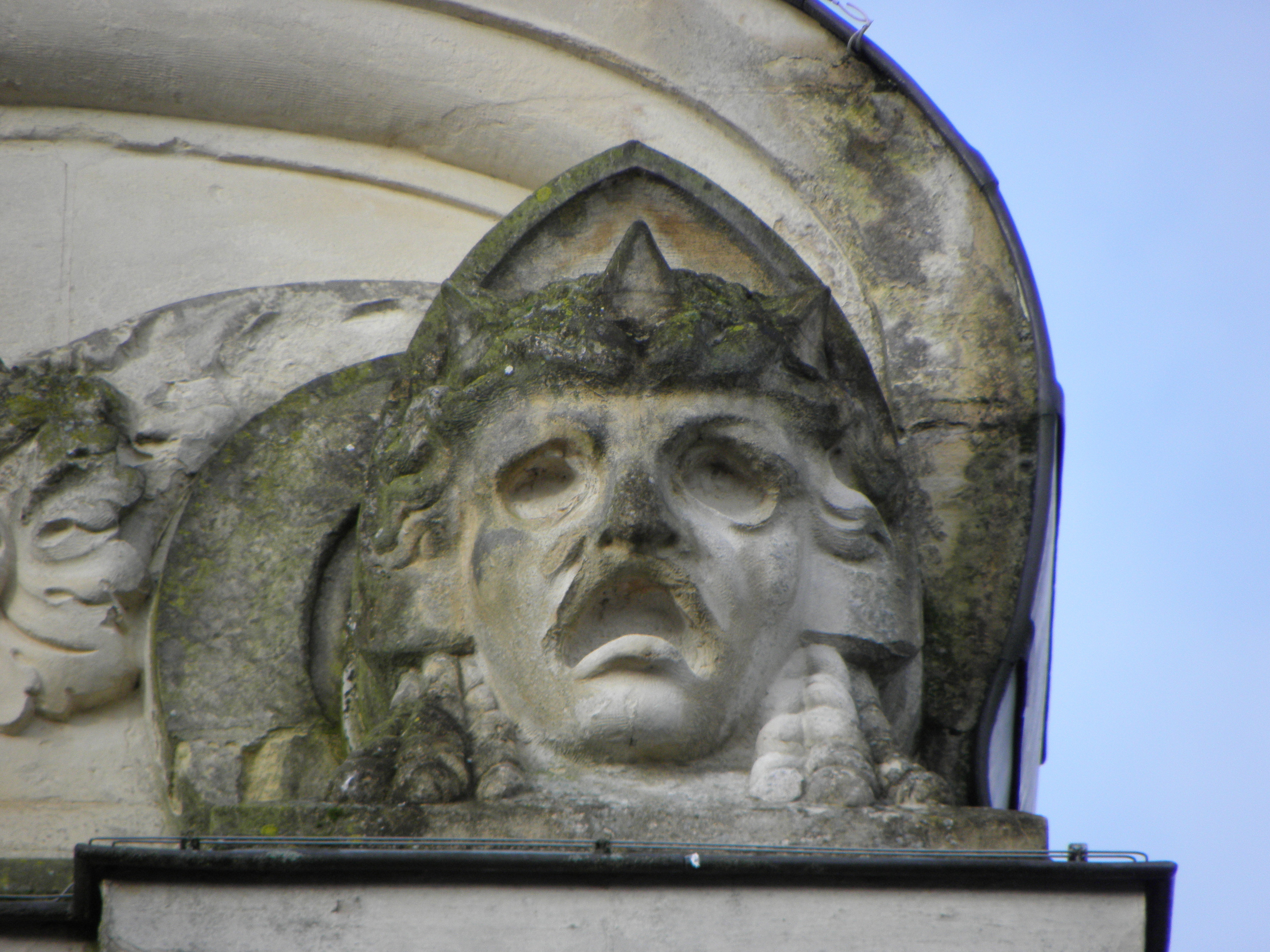
Masque de la Tragédie.

### Intérieur
La distribution intérieure du théâtre Victor-Hugo procède d'un souci rationaliste où Laloy réussit le tour de force de concevoir une salle permettant d'accueillir à l'origine plus de 650 spectateurs tout en conférant à l’œuvre un charme discret, une intimité certaine, par delà un plan d'ensemble résolument fonctionnel et des décors d'une grande sobriété. La composition s'articule suivant un axe médian, derrière la travée centrale de la façade principale. Le vestibule d'entrée, surmonté du foyer, donne directement accès au parterre de la salle, deux escaliers droits, logés dans les travées latérales, assurant la communication entre les deux étages. La salle allie plan carré à la française et étagement à l'italienne sur quatre niveaux (parterre, premier et second balcons, poulailler). À défaut de salle en fer à cheval, le jeu des courbes et contre-courbes des galeries anime l'espace destiné au public, inscrit dans un carré à pans coupés et puissamment structuré par quatre piliers d'angle portant une coupole métallique ornée d'un trompe-l’œil.
Le décor, aux dominantes vert, rouge et or, est essentiellement peint. On compte cependant quelques éléments sculptés: le premier balcon mouluré et orné de feuilles d'acanthe, des cartouches portant des lyres au second balcon ou des feuilles de fougères dans les pendentifs de la coupole. Le cadre de scène concentre à vrai dire l'essentiel du décor et des sculptures. Ainsi, au centre du fronton deux anges portent-ils les armes de Fougères tandis que des trophées d'instruments de musique en garnissent les extrémités.
L'espace scénique, relativement peu profond, présente un plan légèrement incliné afin d'assurer une meilleure visibilité à l'ensemble du public. Les loges des artistes sont situées au sous-sol.

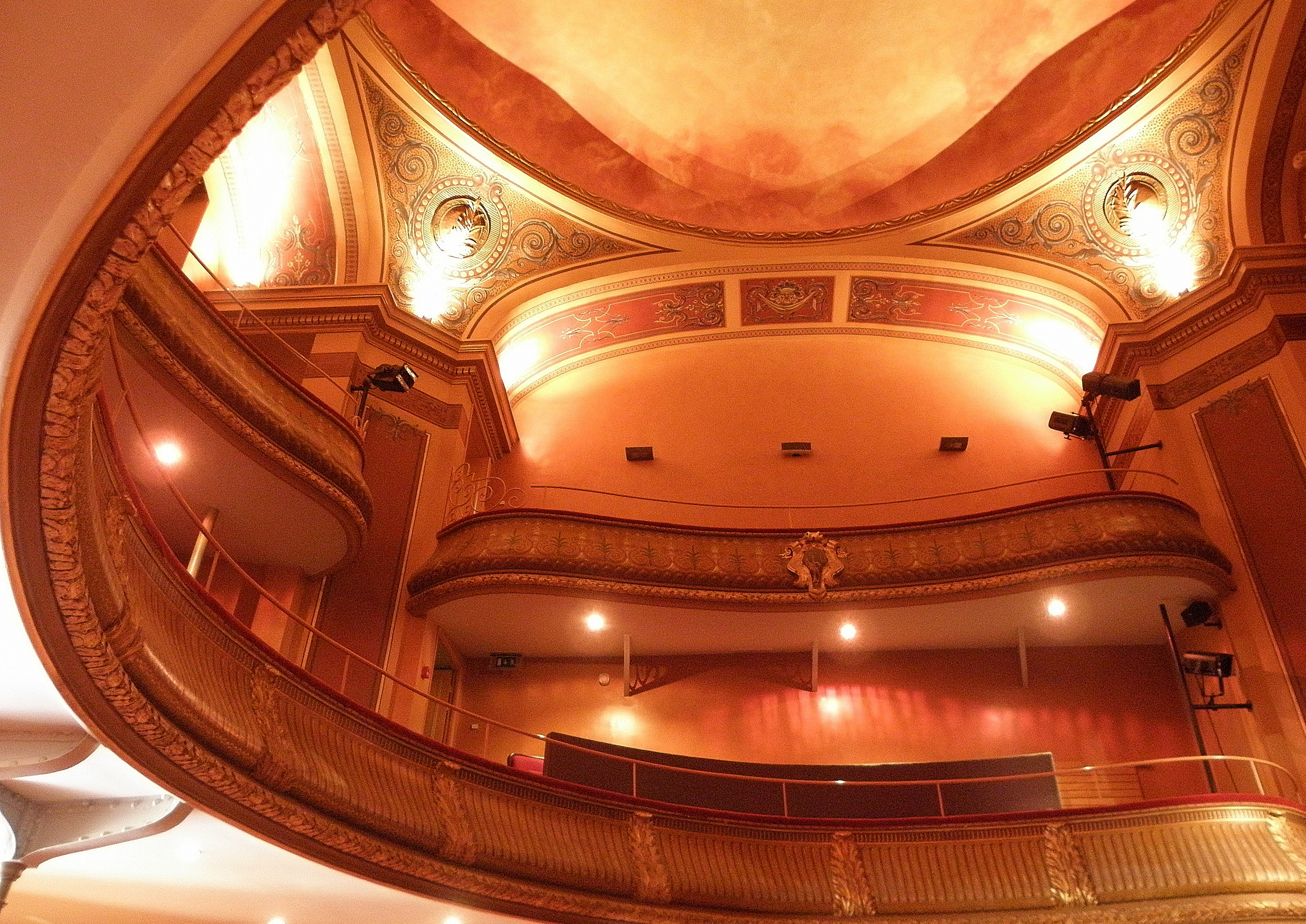
Balcons sud.
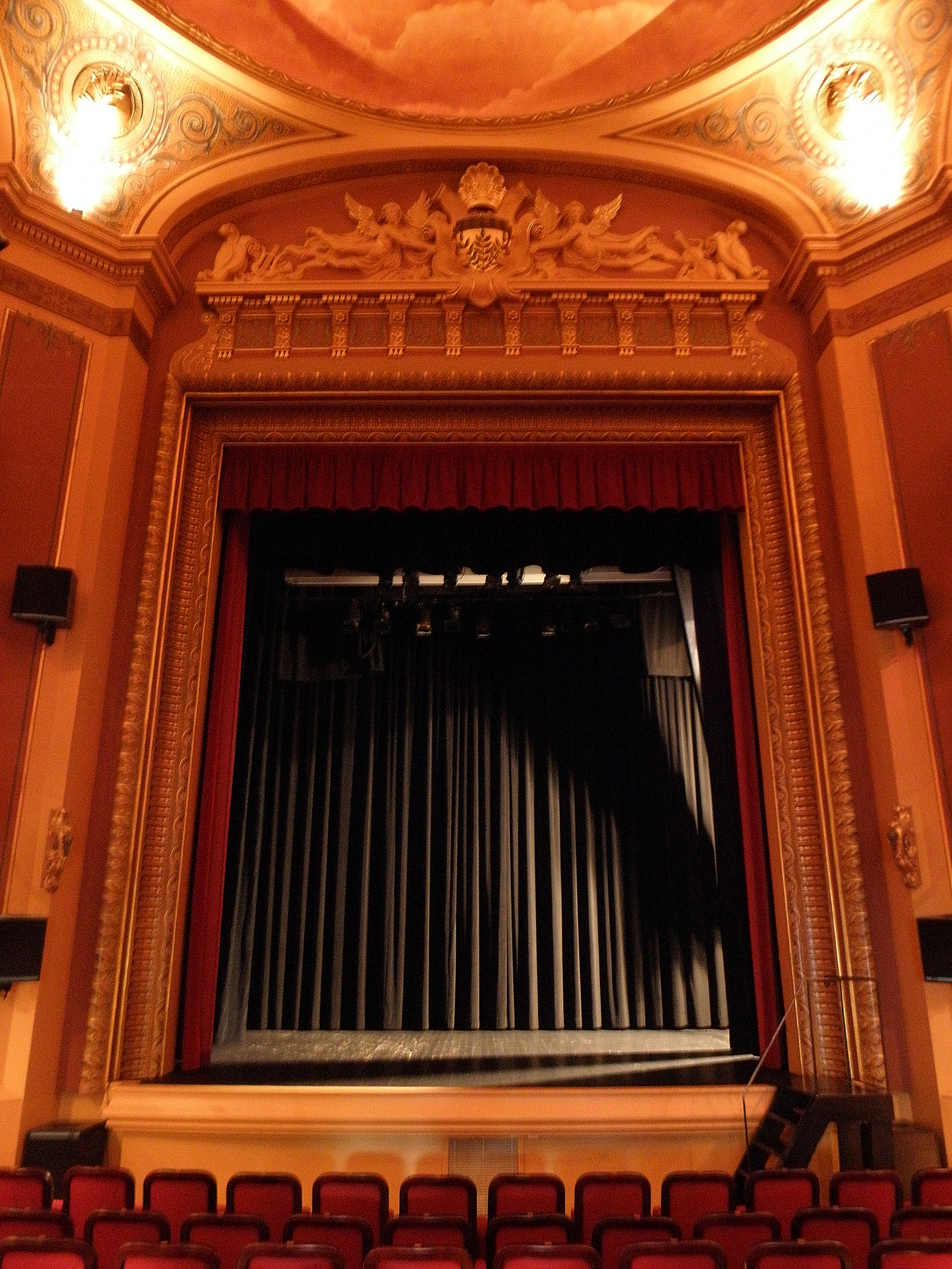
Le cadre de scène.
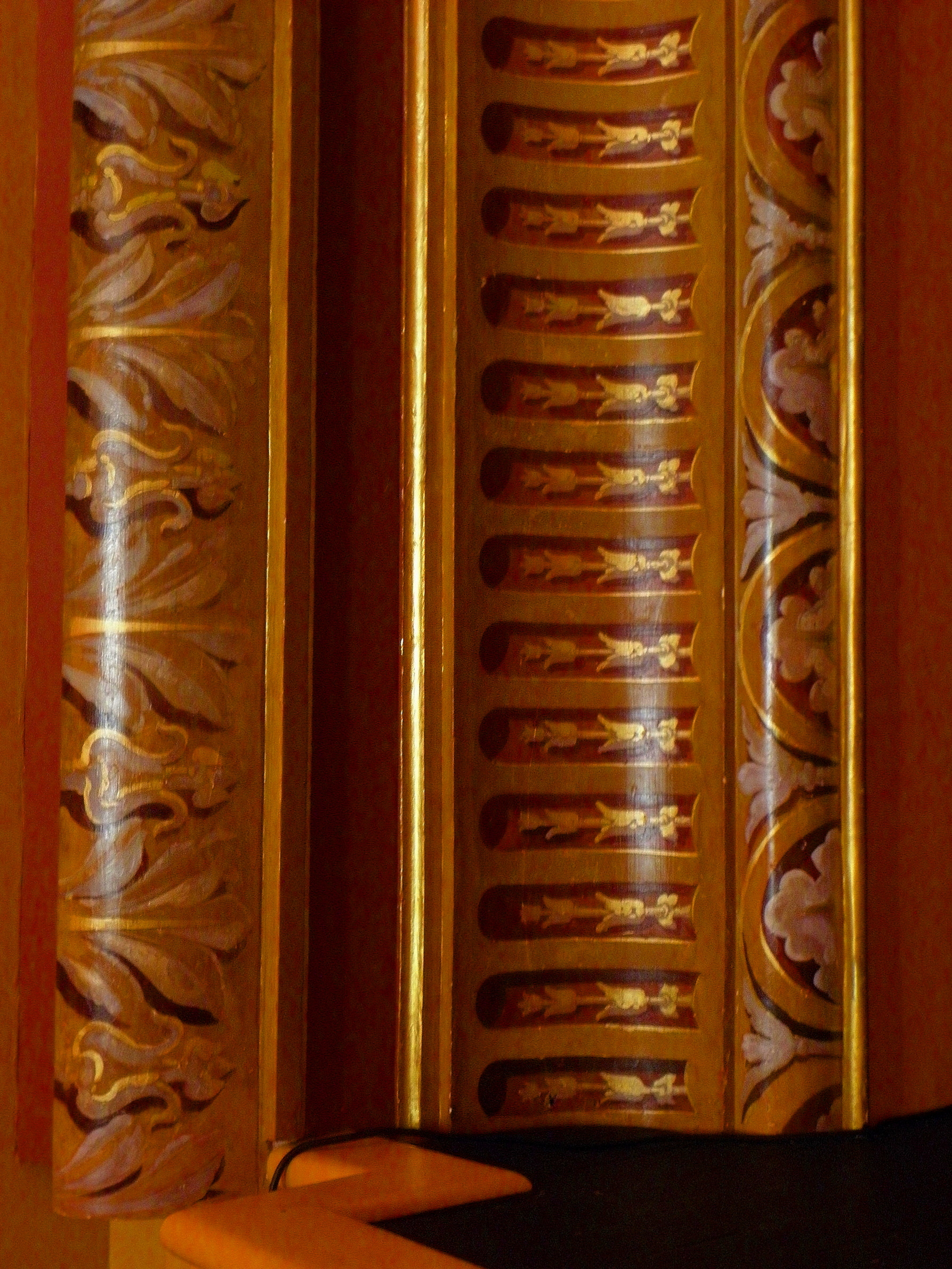
Détail du cadre de scène.
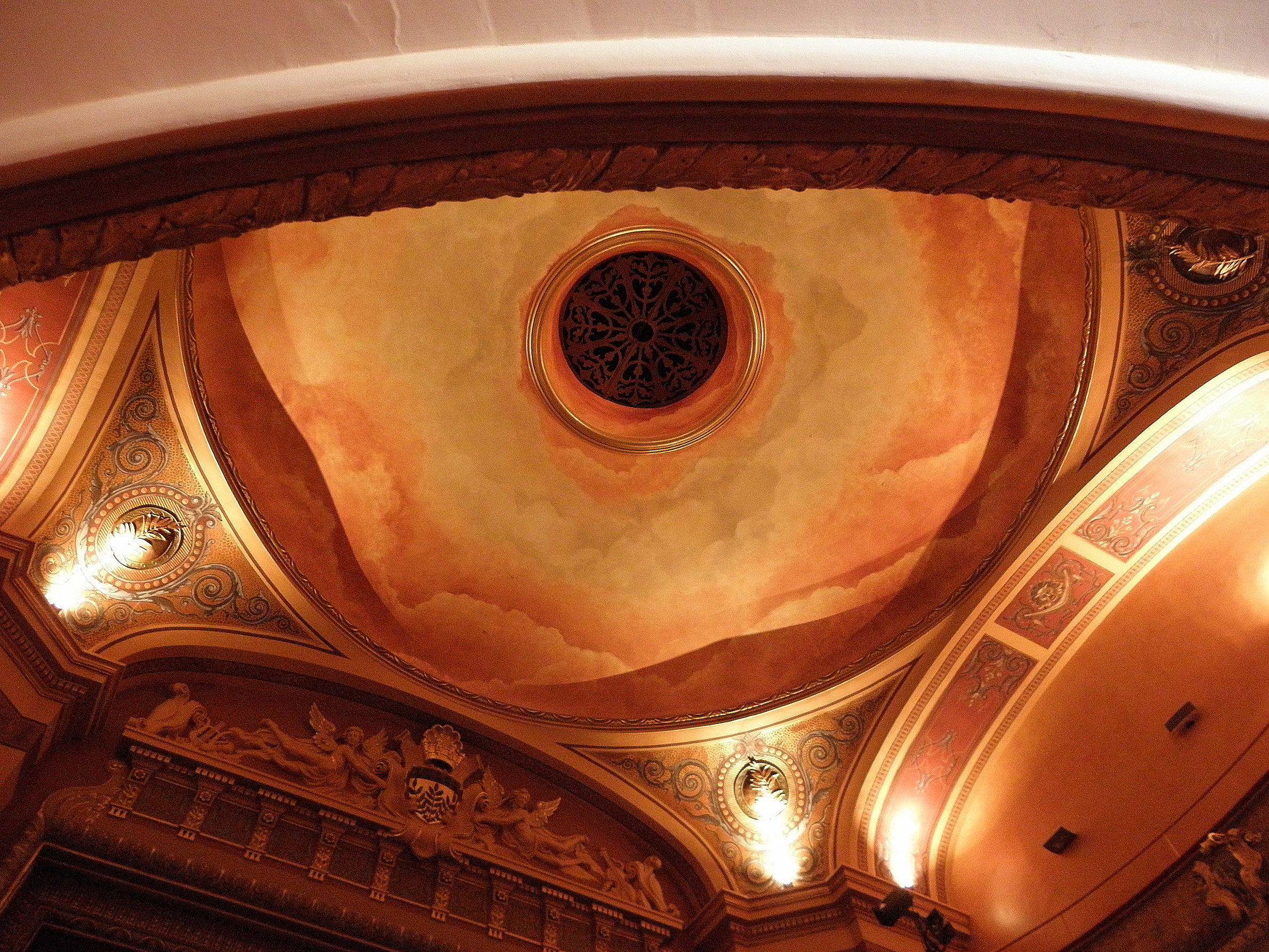
La coupole.
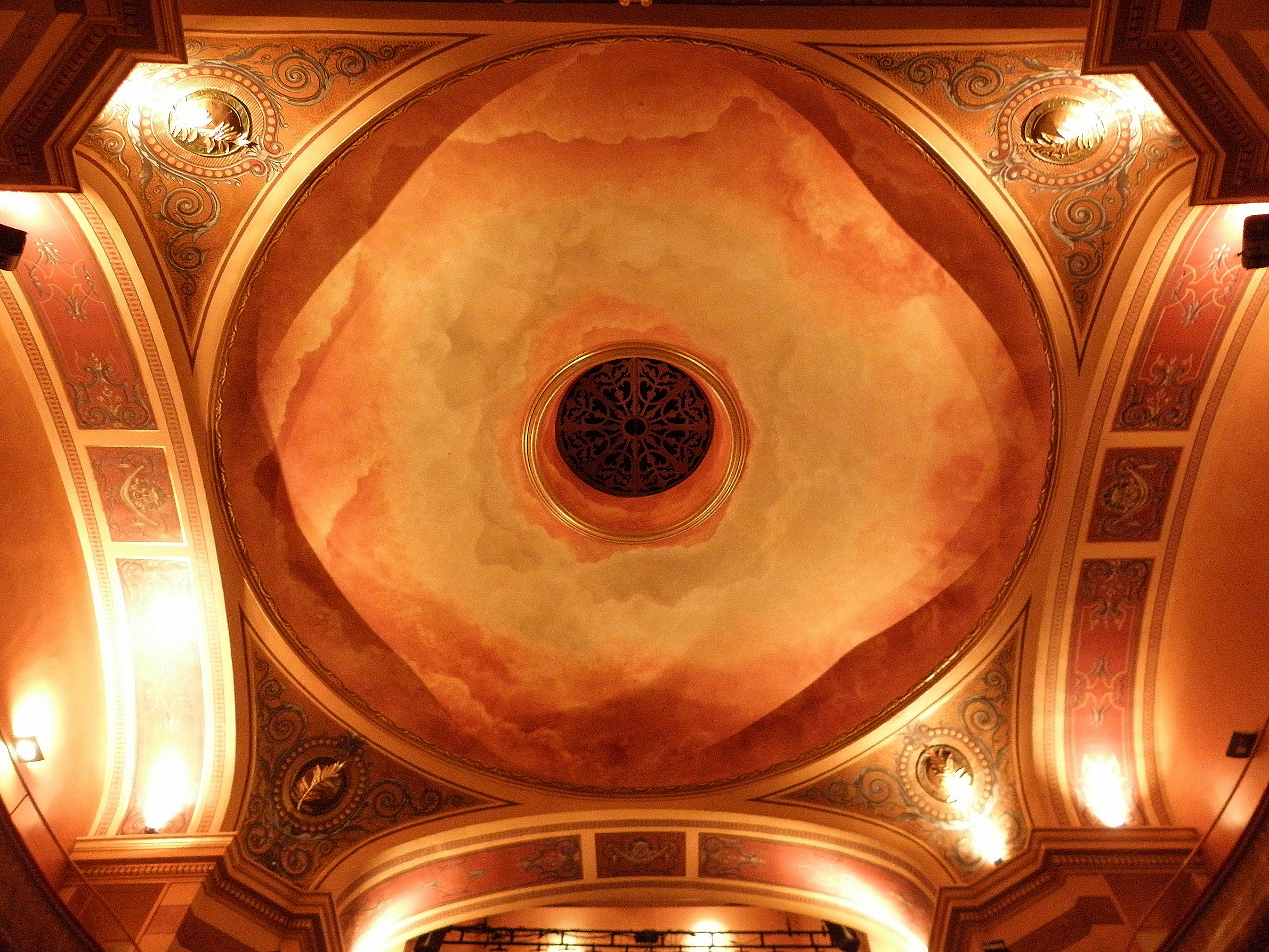
La coupole.
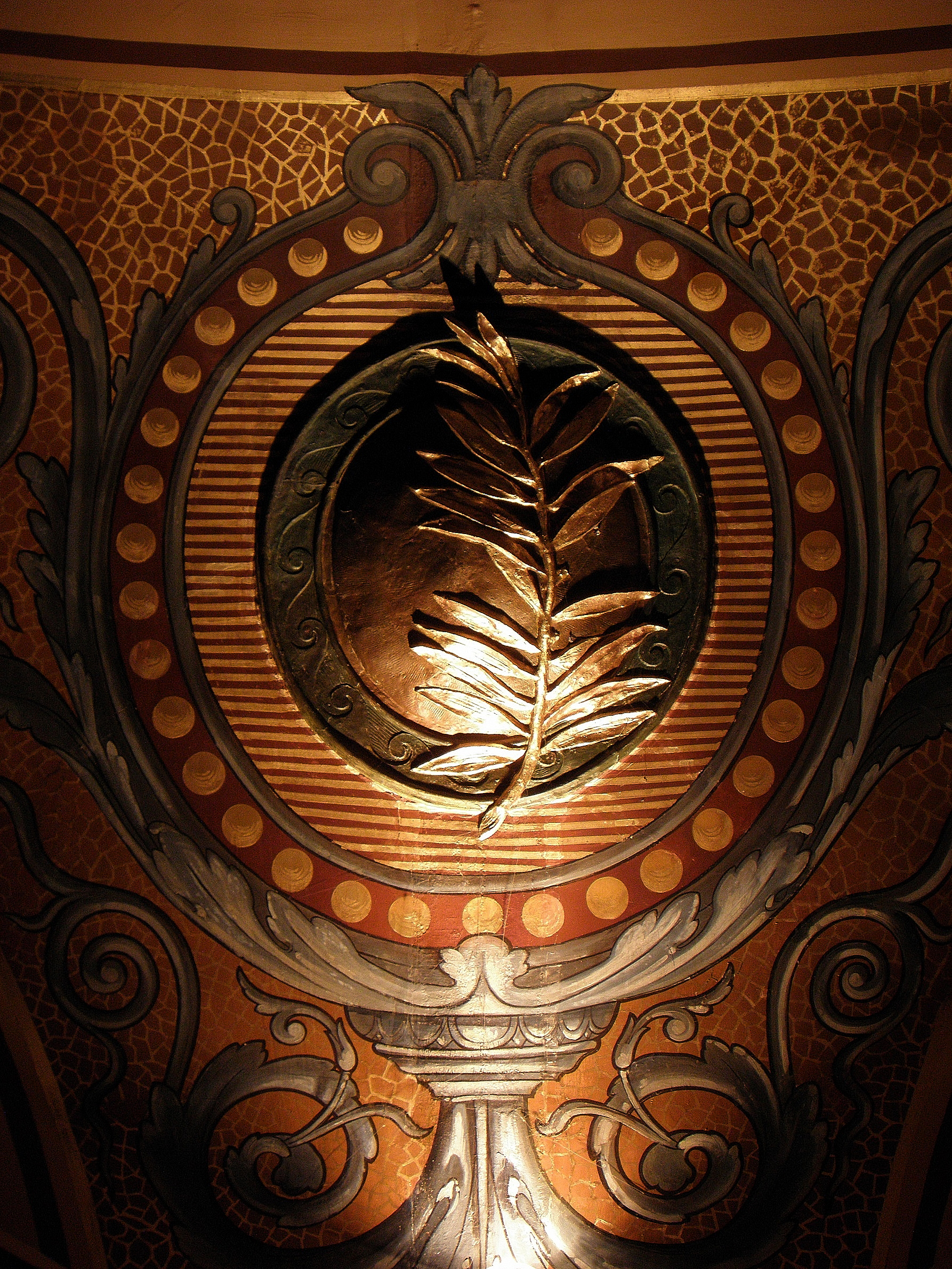
Détail ornemental d'un pendentif de la coupole.
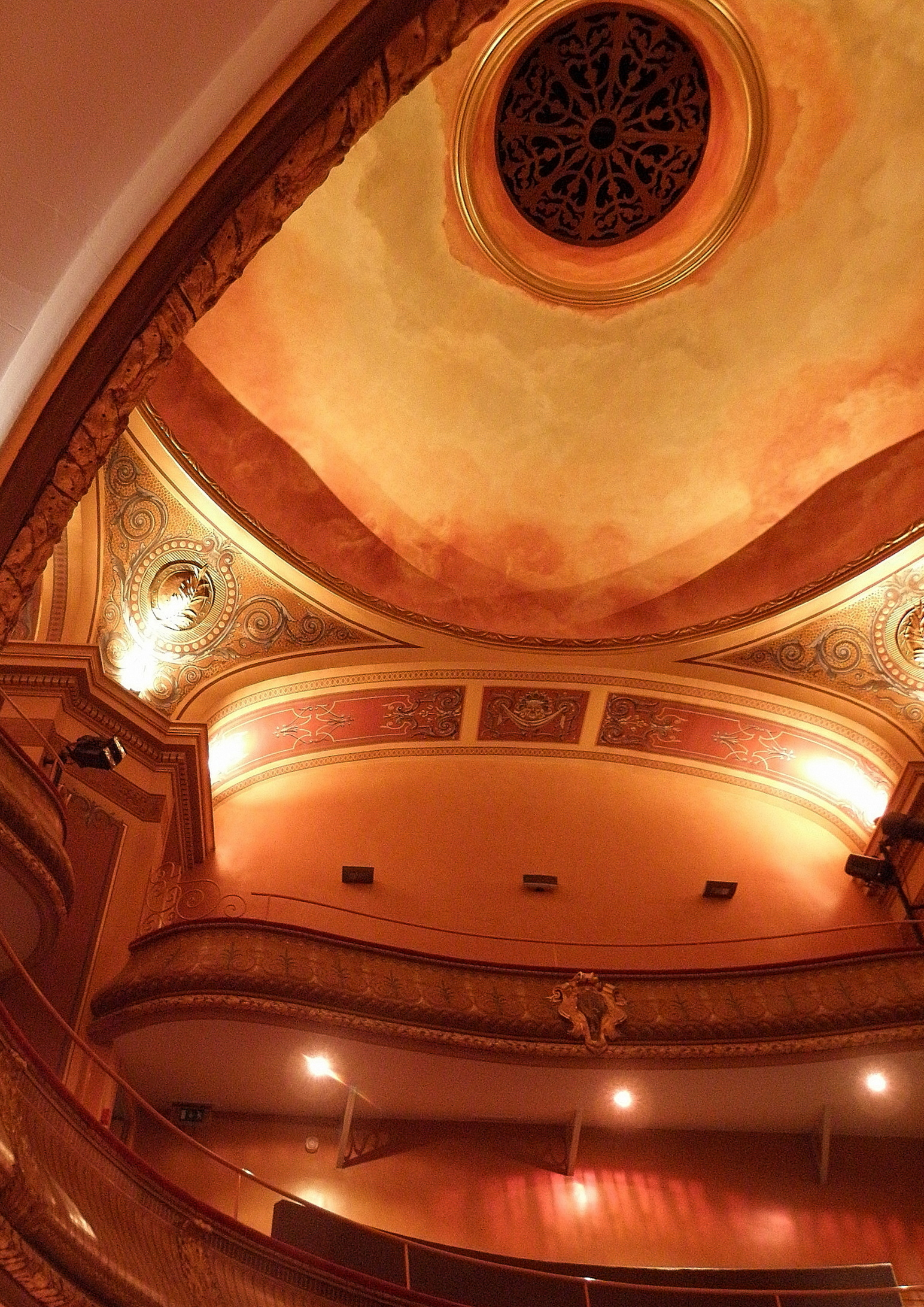
Coupole et balcons sud.
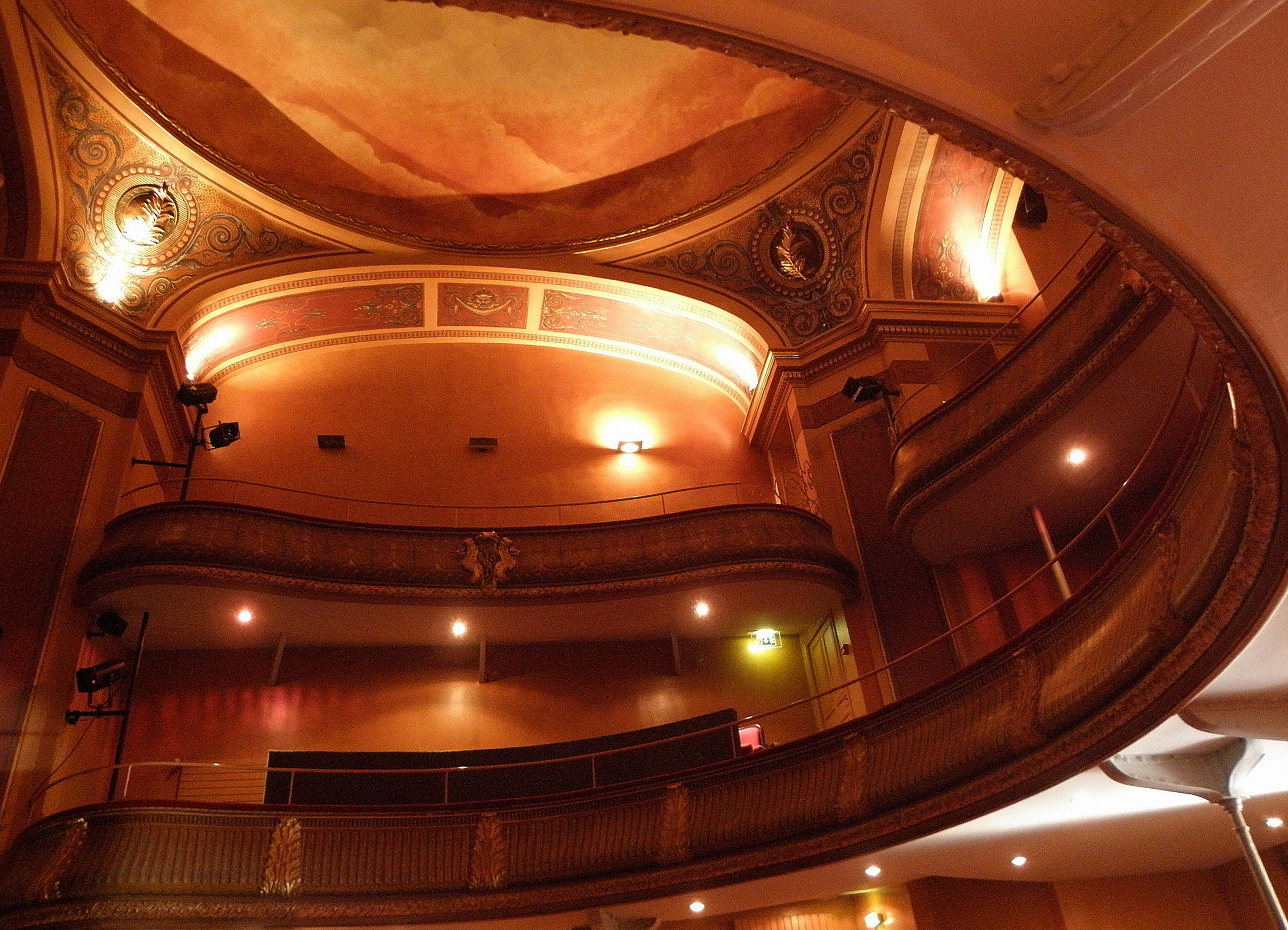
Balcons nord.